# Kinda Kinks
| 전문가 평가   | 전문가 평가 |
| 평가 점수     | 평가 점수   |
| 출처          | 점수        |
| ------------- | ----------- |
| Record Mirror | [ 8 ]       |

《Kinda Kinks》는 영국의 록 밴드 킹크스의 두 번째 스튜디오 음반이다. 1965년 3월 5일, 파이 레코드에 의해 영국에서 발매되었다. 1965년 8월 11일, 리프리즈 레코드에 의해 발매된 오리지널 미국 발매는 3개의 트랙을 생략하고 싱글 〈Set Me Free〉와 〈Ev'rybody's Gonna Be Happy〉를 대체한다. 아시아 투어에서 돌아온 후 2주 이내에 녹음되어 발매된 레이 데이비스와 밴드는 프로듀싱에 만족하지 않았다.

## 제작
이 음반은 그룹이 아시아 투어에서 돌아온 직후 녹음되었으며, 2주 안에 완성되어 발매되었다.  결과적으로 프로듀싱이 서둘러 이루어졌고, 레이 데이비스에 따르면 밴드는 최종 컷에 완전히 만족하지 못했다고 한다. 그러나 음반 회사의 압력으로 인해 믹스에 존재하는 특정 결함을 고칠 시간이 없었다. 레이 데이비스는 프로듀싱이 제 수준에 미치지 못하는 것에 대한 불만을 표현했다. 이에 대해 논평하면서, 그는 "조금 더 주의를 기울여야 했습니다. (프로듀서) 셸 탈미가 거친 부분을 유지하기 위해 지나치게 노력했다고 생각합니다. 그것에 대한 이중 추적 중 일부는 끔찍합니다. 첫 번째 앨범보다 더 나은 곡이 수록되어 있었지만 올바른 방식으로 실행되지 않았습니다. 너무 성급했습니다."라고 말했다.

## 곡 목록
모든 곡들은 특별한 언급이 없는 한 레이 데이비스에 의해 작사/작곡하였다.
| #  | 제목                                                          | 재생 시간 |
| -- | ------------------------------------------------------------- | --------- |
| 1. | 〈Look for Me Baby〉                                          | 2:17      |
| 2. | 〈Got My Feet on the Ground〉                                 | 2:14      |
| 3. | 〈Nothin' in the World Can Stop Me Worryin' 'Bout That Girl〉 | 2:44      |
| 4. | 〈Wonder Where My Baby Is Tonight〉                           | 2:01      |
| 5. | 〈Set Me Free〉                                               | 2:12      |

| #  | 제목                           | 작사·작곡                  | 재생 시간 |
| -- | ------------------------------ | -------------------------- | --------- |
| 1. | 〈Ev'rybody's Gonna Be Happy〉 |                            | 2:16      |
| 2. | 〈Dancing in the Street〉      | 윌리엄 스티븐슨, 마빈 게이 | 2:20      |
| 3. | 〈Don't Ever Change〉          |                            | 2:25      |
| 4. | 〈So Long〉                    |                            | 2:10      |
| 5. | 〈You Shouldn't Be Sad〉       |                            | 2:03      |
| 6. | 〈Something Better Beginning〉 |                            | 2:26      |